# Renato Genovese
Renato Genovese (Napoli, 24 agosto 1950) è un giornalista, scrittore e critico italiano, direttore della manifestazione Lucca Comics and Games dal 1996 al 2016, a cui ha anche dato l'attuale denominazione.

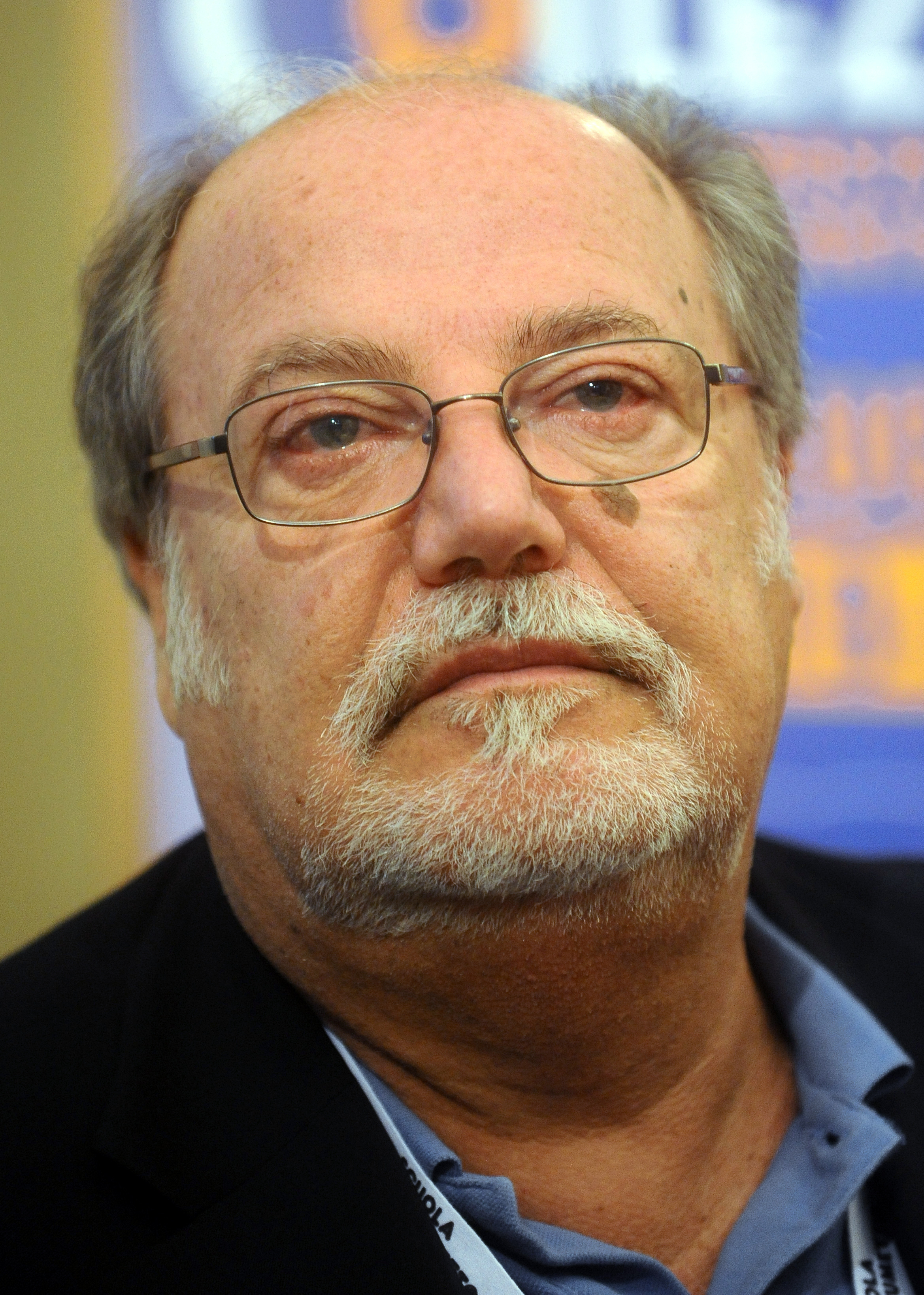
Renato Genovese a Lucca Comics and Games 2015

È stato anche direttore degli eventi collaterali del Lucca Comics, come Lucca Animation o Collezionando.

## Biografia
Iscritto all'albo dei giornalisti dal 1983, ha collaborato con varie testate legate al mondo dei fumetti come Orient Express, Comic Art, Il mago e Ken Parker Magazine, oltre ad aver curato i dossier e gli approfondimenti pubblicati su alcuni volumi da libreria dalla Sergio Bonelli Editore, relativi a Tex, Mister No, Nick Raider, Martin Mystère e Dylan Dog. Ha curato introduzioni storiche di oltre una dozzina di Albi fuori serie di Tex di grande formato, i cosiddetti Texoni.
Nel 2009 la casa editrice Castelvecchi ha pubblicato il suo saggio L'avventurosa storia del fumetto italiano. Quarant'anni di fumetti nelle voci dei protagonisti.
Nel 2016 Genovese ha annunciato la propria rinuncia al titolo di direttore di Lucca Comics & Games, pur rimanendo nell'organizzazione dell'evento. Il suo posto è stato preso da Emanuele Vietina, già vicedirettore di Lucca Comics & Games. In questo ambito ha assunto il ruolo di Senior Consultant per la progettazione e la realizzazione dell'Expo Comics Museum di Lucca.
Nel 2017 ha pubblicato per Little Nemo Art Edition 51 Storie sugli Indiani d'America, illustrato da Sergio Tisseli.
Nel 2018 ha pubblicato per Pacini Fazzi Editore Anno Domini 1630, romanzo storico della serie Le Città Labirinto.
Nel 2022 ha pubblicato per Plesio Editore La Guerra dei Cristalli, romanzo Fantasy con venature Steampunk.
Nel 2023 ha pubblicato per Pacini Fazzi Editore La Torre delle Polveri, 2° romanzo storico della serie Le Città Labirinto.

## Opere
- L'avventurosa storia del fumetto italiano. Quarant'anni di fumetti nelle voci dei protagonisti, Castelvecchi, 2009.
- 51 Storie sugli Indiani d'America, illustrato da Sergio Tisseli, Little Nemo Art Edition, 2017.
- Anno Domini 1630, Pacini Fazzi Editore, 2018.
- La Guerra dei Cristalli, Plesio Editore, 2022.
- La Torre delle Polveri, Pacini Fazzi Editore, 2023.